# Shikichi-jinja
Le Shikichi-jinja (敷地神社) est un sanctuaire shinto situé dans le quartier de Kita-ku à Kyoto.
Il est également très connu sous le nom Wara-tenjin (わら天神). On peut donc le dénommer sous les deux appellations.

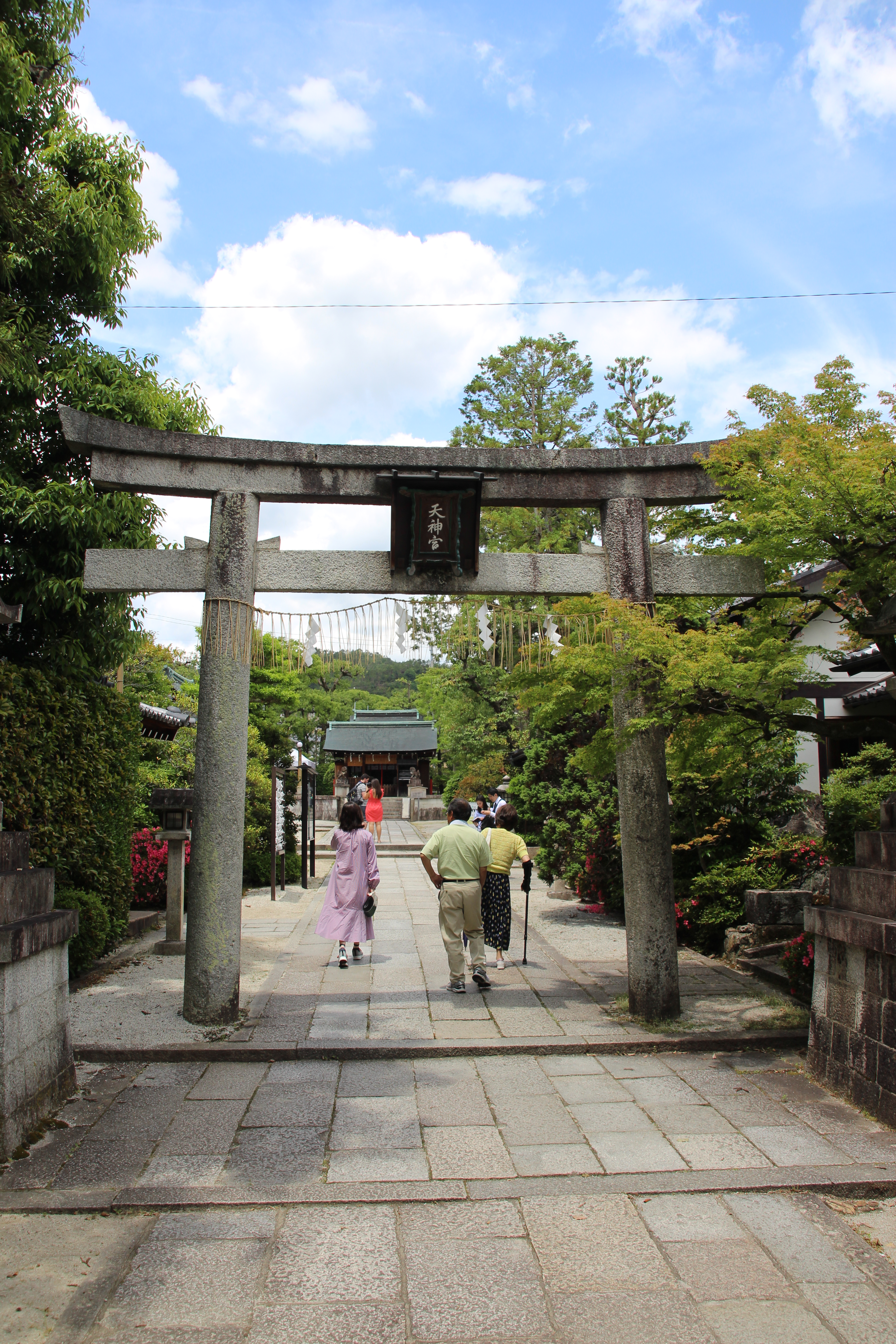
Sur le Sandō qui mène au sanctuaire.

## Histoire
Vers 831,le développement de l'activité économique voit l'arrivée d'une main d'œuvre venue d'autres régions et principalement de la province de Kaga qui est aujourd'hui la préfecture d'Ishikawa et cela amène de nouvelles adorations religieuses comme Sugō Isobe-jinjas (Wara-tenjin), Kitayama no Kami, et sa mère Konohana-no-Sakuya comme divinité principale.
À la suite de la construction du Kinkaku-ji, situé à proximité et environ à 10 minutes, on décide de déplacer le sanctuaire à son emplacement actuel.

## Dévotion
Le Kami principal est Ko-no-hana-no-sakuya qui est notamment un symbole mythologique de la délicatesse. D'autres kami sont aussi vénérés dans ce sanctuaire et à savoir Amenohiwashi no Mikoto et Takuhatachiji-hime no Mikoto.
Ko-no-hana-no-sakuya est vénérée ici en qualité de déesse de l'accouchement et le nom Wara-tenjin vient de la paille (wara en japonais) qui, selon son arrangement indique, selon la tradition populaire, qu'un garçon naîtra, ou bien une fille.
Dans un sanctuaire sous-jacent , d'autres kami sont vénérés, notamment pour la réussite scolaire.

## Transports
Depuis JR Kyoto Station (arrêt B2) prendre la direction Wara Tenjin-mae et à savoir le bus N°50 : Ritumeikan University avec Kyoto City bus ou le bus N°101: Kinkakuji Temple Via Nijo-jo Castle avec Kyoto City bus ; il faut compter environ 40 minutes de voyage.
Depuis JR Kyoto Station (arrêt B3) prendre la direction de Wara Tenjin-mae (arrêt) et le bus N°205:Kitaoji BusTerminal via Kinkaku-ji Temple ; il faut aussi compter environ 40 minutes de voyage.

## Galerie du Shikichi-jinja

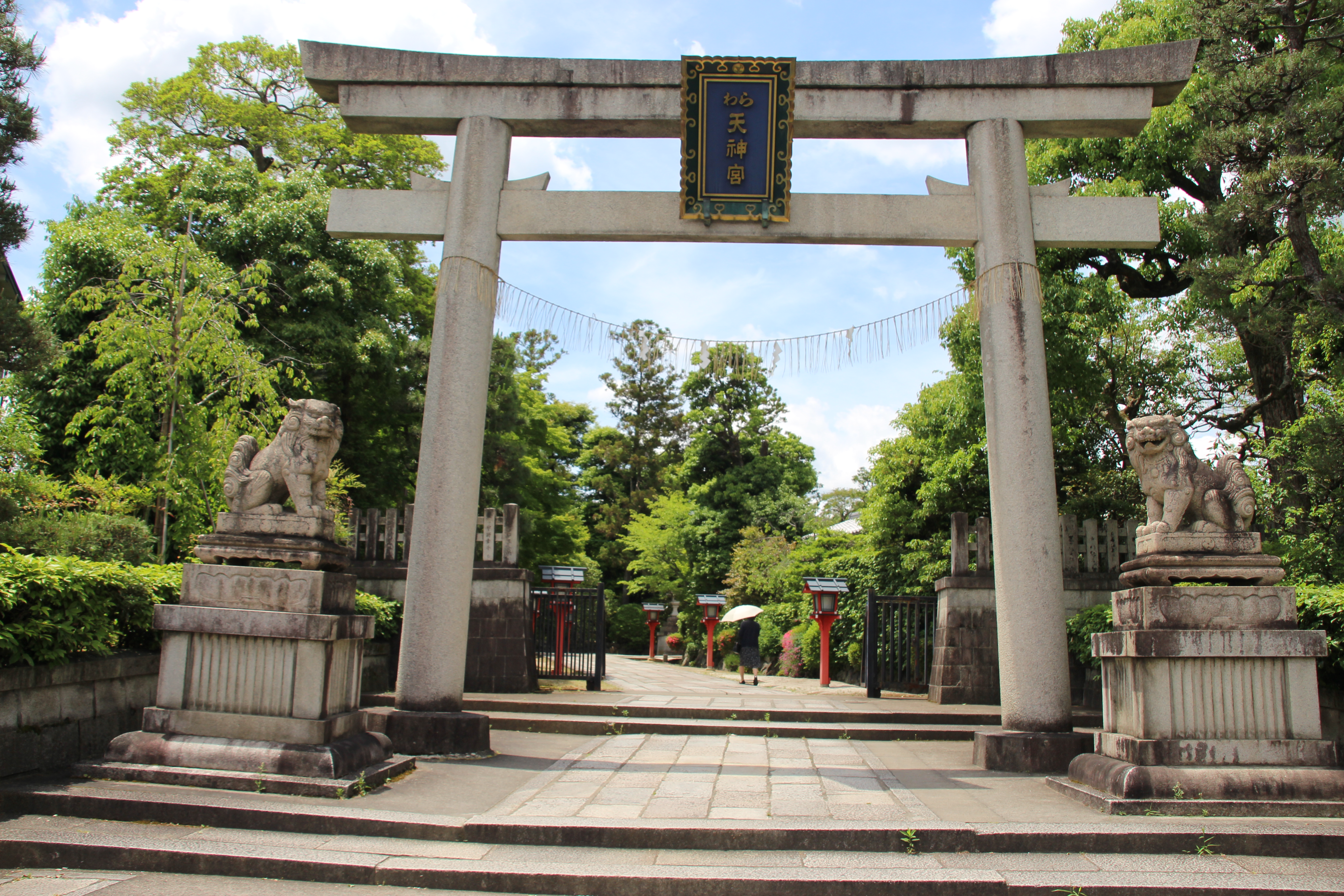
Torii à l'entrée du Shikichi-jinja.
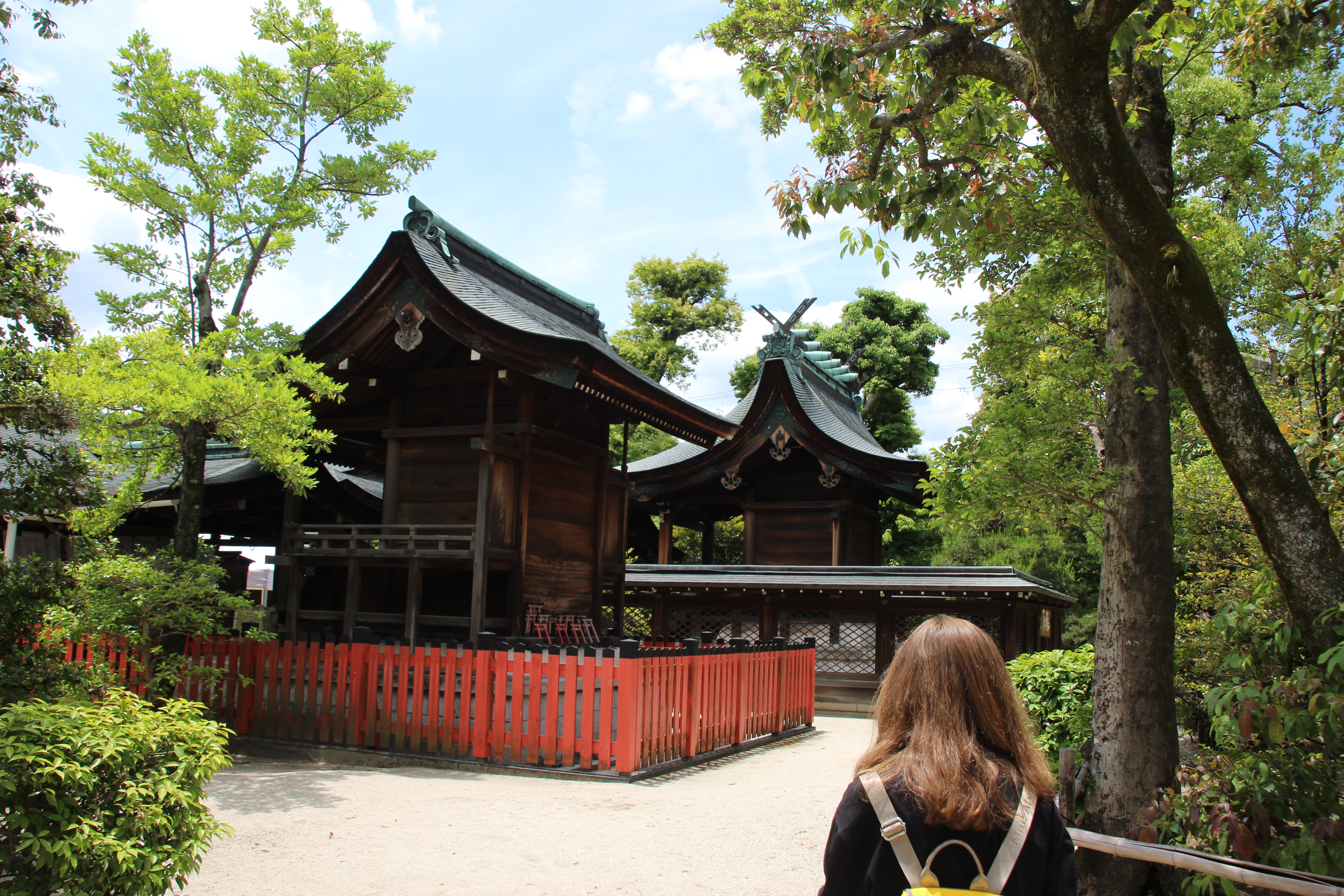
Autre vue du Shikichi-jinja.
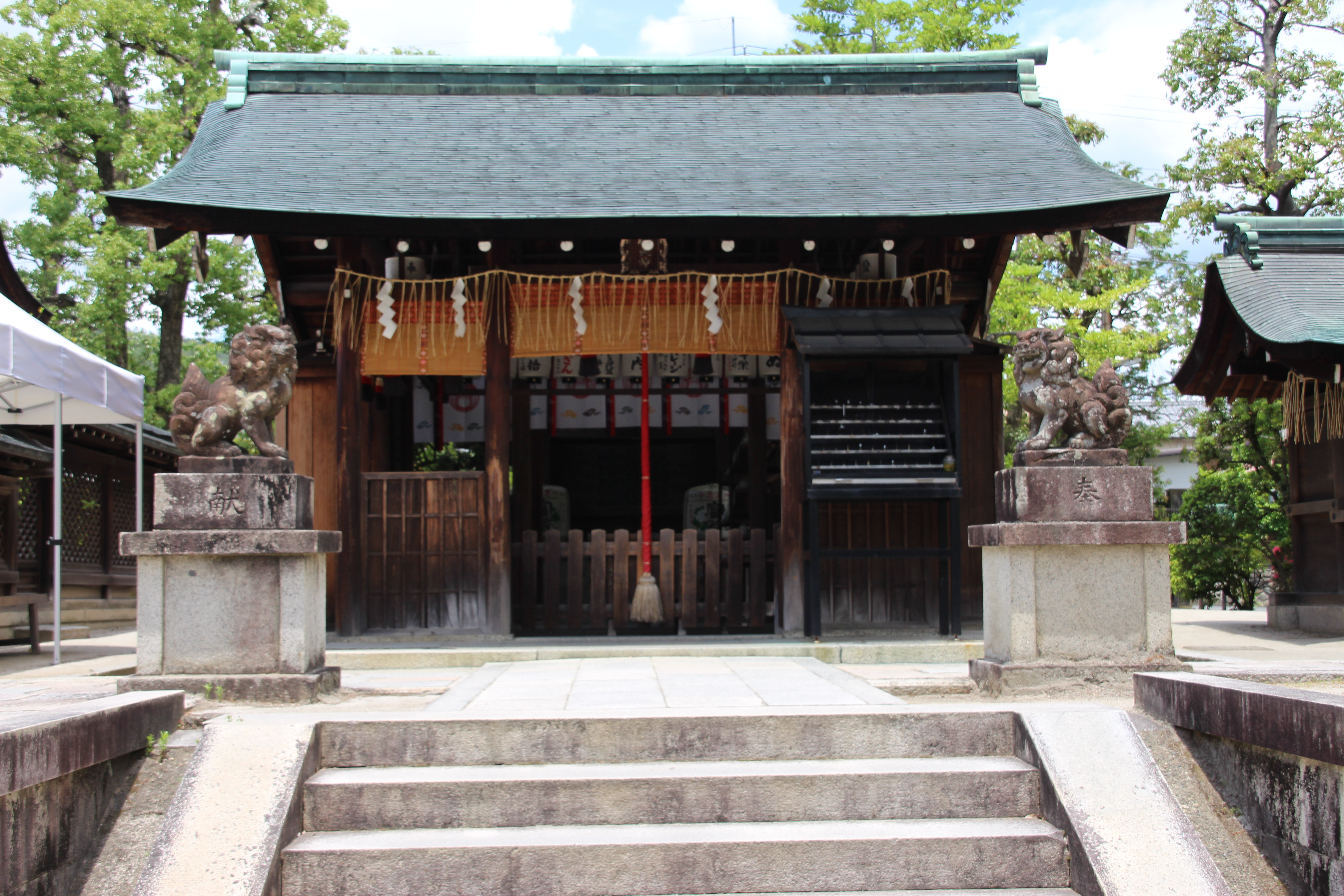
Sanctuaire Rokusho-jinja adjacent.
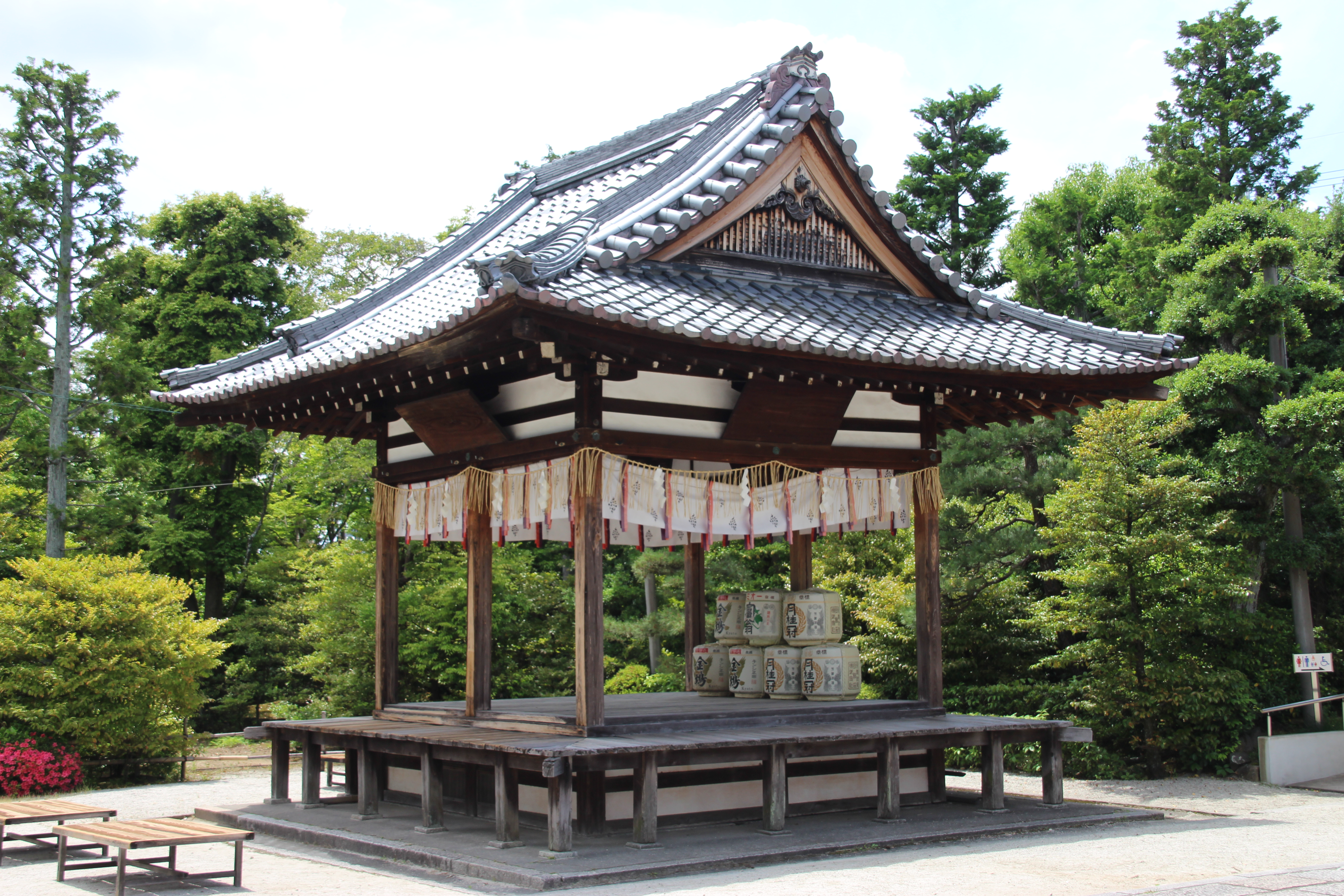
Maidono du Shikichi jinja.